# Donau-Iller-Nahverkehrsverbund
Donau-Iller-Nahverkehrsverbund (DING) står for den offentlige trafik i Ulm, Biberach, og Neu-Ulm i Bayern.
Det blev oprettet 1. januar 2003, ved at 34 selskaber kom under DING.
I 2005 kørte der 59,2 mio. med selskabet.